# Calvos (Póvoa de Lanhoso)
Calvos (auch São Gens de Calvos) ist ein Ort und eine ehemalige Gemeinde (Freguesia) im Norden Portugals. Calvos gehört zum Kreis Póvoa de Lanhoso im Distrikt Braga. Die Gemeinde hatte eine Fläche von 4,7 km² und 483 Einwohner (Stand 30. Juni 2011).
Am 29. September 2013 wurden die Gemeinden Calvos und Frades zur neuen Gemeinde União das Freguesias de Calvos e Frades zusammengeschlossen. Calvos ist Sitz dieser neu gebildeten Gemeinde.

## Söhne und Töchter der Gemeinde
- Gonçalo Sampaio (1865–1937), Botaniker